# Motoyama-juku

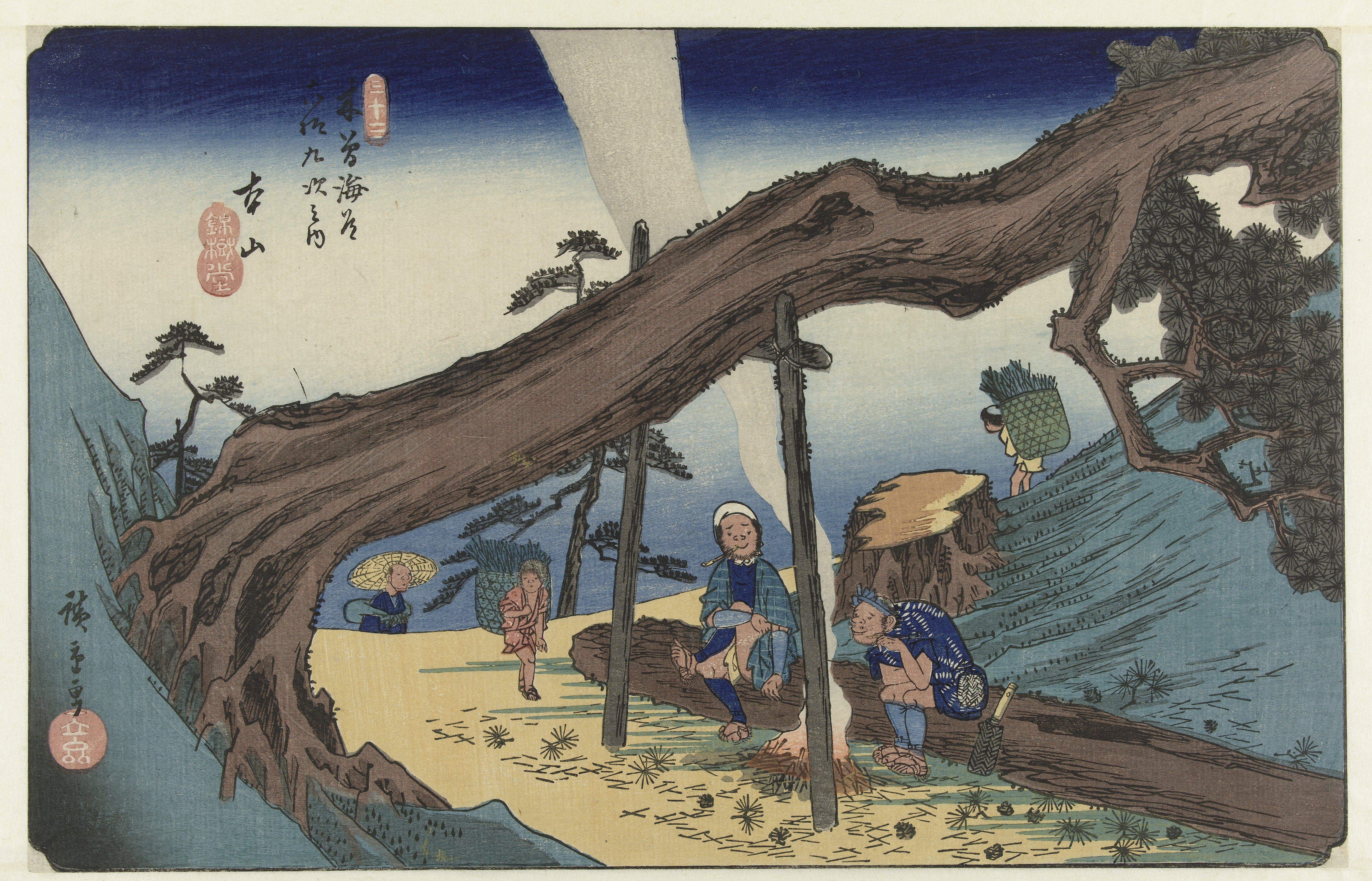
Motoyama-juku, estampe de Hiroshige de la série Les Soixante-neuf Stations du Kiso Kaidō.

Motoyama-juku (本山宿, Motoyama-juku) était la trente-deuxième des soixante-neuf stations du Nakasendō. Elle est située dans la partie centrale de la ville moderne de Shiojiri, préfecture de Nagano au Japon.

## Histoire
Motoyama devint une station en 1614 quand la route du Nakasendō fut modifiée. Elle fut établie comme ville étape en même temps que Shiojiri-juku et Seba-juku et était connue dans le pays pour ses nouilles soba.

## Stations voisines
Nakasendō
Seba-juku – Motoyama-juku – Niekawa-juku